# Hotel for Dogs
Hotel for Dogs (bra: Um Hotel Bom pra Cachorro; prt: Hotel Para Cães) é um filme de 2009 em gênero comédia dirigido por Thor Freudenthal.

## Sinopse
Os irmãos órfãos Andi (Emma Roberts), Bruce (Jake T. Austin) e seu cachorro chamado Sexta-Feira vivem se metendo em muitas situações com a polícia. Sexta-Feira, os leva a um hotel velho e mofado, onde eles decidem transformar aquele lugar em um hotel bom pra cachorro. Junto com Dave (Johnny Simmons), Heather (Kyla Pratt) e Mark (Troy Gentile), eles acabam se metendo em muitas roubadas, exclusivamente com a polícia e com o assistente social Conrad (Don Cheadle), que decide arranjar uma família para adotá-los, mas isso poderá separar de vez os irmãos e os animais.

## Elenco
- Emma Roberts - Andi
- Jake T. Austin - Bruce
- Don Cheadle - Bernie
- Johnny Simmons - Dave
- Kyla Pratt - Heather
- Troy Gentile - Mark
- Lisa Kudrow - Lois Scudder
- Kevin Dillon - Carl Scudder
- Robinne Lee - Carol Wilkins
- Kenny Vibert - Jason